# Endevinalla veronesa
L'endevinalla veronesa (indovinello veronese en italià) és un breu text escrit als marges d'un pergamí, datat cap a finals del segle viii o principis del segle ix i que constitueix, juntament amb els Juraments d'Estrasburg i la Seqüència de Santa Eulàlia, el primer text conegut en una llengua romànica.

## Transcripció i interpretació
Diu així:
Transcripció diplomàtica:
1 ✝ separebabouesalbaprataliaaraba & albouersorioteneba & negrosemen
2 seminaba
3 ✝ gratiastibiagimusomnipotenssempiternedeus
(La línia 3 presenta una fórmula canònica de la benedicció en llatí, no pertanyent a l'endevinalla, però que els investigadors han fet servir, de vegades a manera de contrast, per donar suport a les seves hipòtesis d'idiomes).
Interpretació
Se pareba boves, 
alba pratàlia aràba 
et albo versòrio teneba,
et negro sèmen seminaba

## Significat
Es tracta d'un testimoniatge autorreferencial: la descripció de l'acte d'escriure feta pel mateix amanuense. És una endevinalla freqüent en la literatura tardo-llatina.
La traducció seria la següent:
"Davant seu guiava els bous,
llaurava un prat blanc, 
tenia una arada blanca,
i sembrava una llavor negra".
La solució a l'endevinalla és "l'escriptura". Els bous representen els dits, el prat blanc és el full de paper o pergamí, l'arada blanca la ploma, que en aquell temps acostumaven a ser d'oca (blanques), i la llavor negra, l'escriptura.

## Orígens
Trobat a la Biblioteca Capitular de Verona en 1924, el còdex procedeix de la península ibèrica, quasi amb total seguretat de Tarragona, des d'on va poder ser traslladat a Cagliari i Pisa, abans d'arribar definitivament a Verona. Diversos trets del dialecte veronès detectats en el text (com ara versorio amb el sentit d'arada, així com els imperfectes d'indicatiu en -eba) permeten collegir que l'autor va ser un amanuense veronès, probablement de la mateixa Biblioteca Capitular.